# Firmensignet

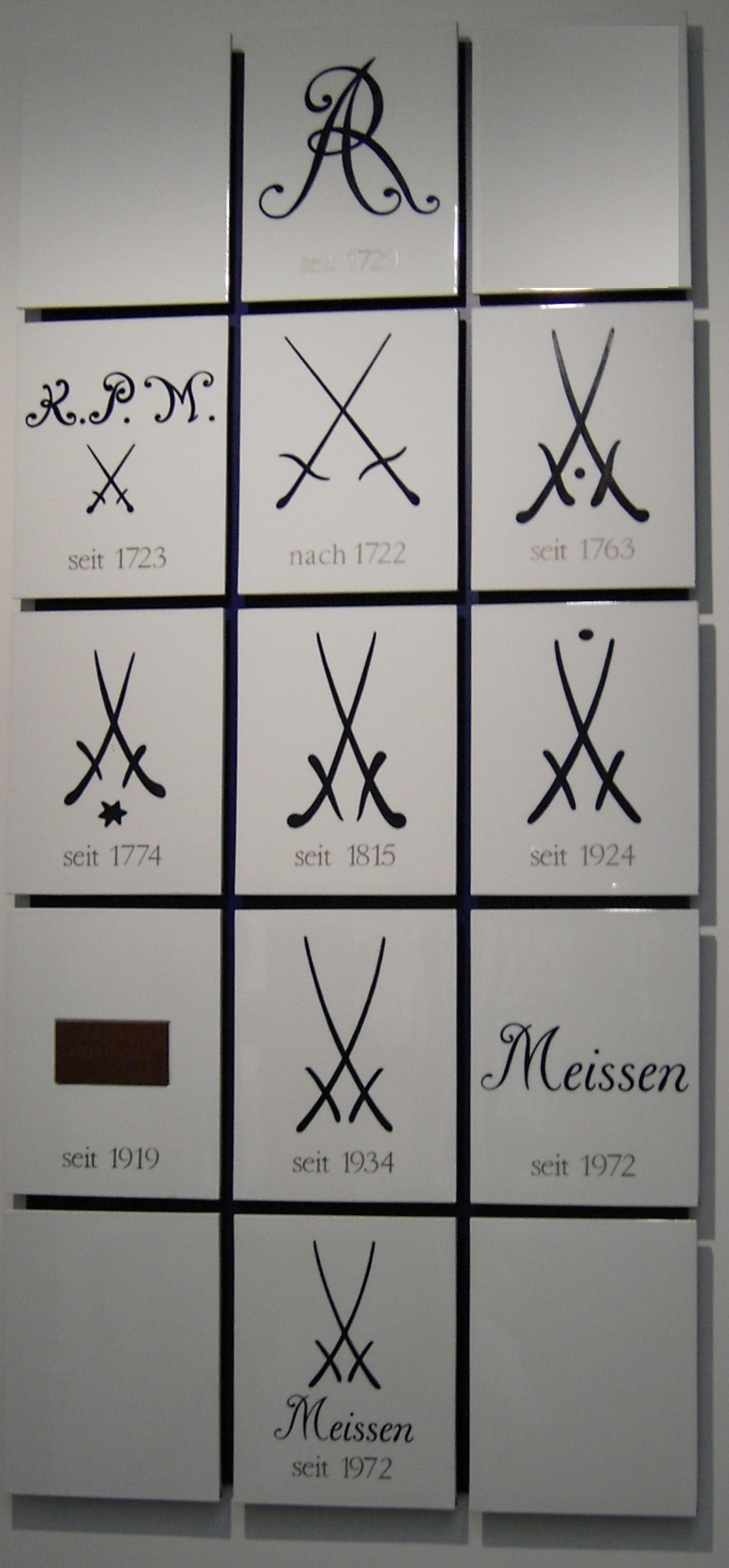
Firmensignet Meißner Porzellan: Gekreuzte Schwerter

Ein Firmensignet ist das heute oft als Logo bezeichnete visuelle Zeichen einer Firma oder eines Unternehmens in grafisch gestalteter Form. Bestehen kann es aus einem grafisch gestalteten Firmenschriftzug, einem Bildzeichen oder einer Kombination der beiden. Ein Signet ist das Erkennungszeichen eines Unternehmens, die Marke dagegen das Erkennungszeichen eines Produkts.

## Verwendung
Das Firmensignet grenzt eine Firma oder ein Unternehmen und damit gekennzeichnete Produkte von anderen gleichartigen visuell ab. Verwendet wird es in der Kommunikation der Firma als Firmenzeichen oder Markenzeichen.
Rechtlicher Markenschutz entsteht erst durch Eintragung der Marke bei einem Patent- und Markenamt oder in Einzelfällen durch notorische Bekanntheit der Marke.
Entsprechend seiner Verwendung nennt man ein Firmensignet umgangssprachlich auch Firmenzeichen, Marke, Markenzeichen, Logo, Unternehmenslogo oder Label.

## Entstehungsgeschichte
Vorgänger des Firmensignets sind mittelalterliche Hausmarken und Erzeuger- und Urheberzeichen (Signets), z. B. Meister-, Zunft- oder Handelsmarken ab etwa 13. Jh., die familien-, berufs- oder personenbezogen waren. Mit Beginn des 18. Jahrhunderts entstanden nebenher neue Manufakturmarken des Merkantilismus als Herkunftszeichen, die nicht mehr personen-, sondern manufakturbezogen waren. Ende des 18. Jahrhunderts entwickelten sich die ersten rein firmenbezogenen Fabrikmarken des Frühkapitalismus, neu oder hervorgegangen aus z. B. Manufaktur- oder Meistermarken. Die beginnende Industrialisierung ab etwa 1840 führte zur stetigen Zunahme von Fabrik- und Industriemarken und deren Verwendung in der ebenfalls aufkommenden Printwerbung. Das 1894 verabschiedete „deutsche Warenzeichengesetz“ ermöglichte die Entwicklung des modernen Markenwesens und der modernen Firmensignete des 20./21. Jahrhunderts.